# Silent Hill: The Arcade
Silent Hill: The Arcade é um jogo de arcade de tiro, com referências à survival horror, feito pela Konami para a série Silent Hill. O jogo foi lançado no Japão em Agosto de 2007. Até Abril de 2007, The Arcade era a única versão da série que não foi feita para consoles (porque o previsto jogo Silent Hill: Ørigins estava sendo feito para o portátil da Sony, PlayStation Portable). Numa amostra do Japão, chamada Arcade Operator's Union, em 2007 mostrava um jogo de tiro da Konami baseado na série Silent Hill. Com o propósito voltado mais para o tiro, em Novembro de 2007, The Arcade era o único jogo na série Silent Hill a desviar-se do seu gênero original, survival horror, além do Silent Hill: Play Novel para o Game Boy Advance.

## História
O jogo conta com dois personagens, Eric e Tina, que entraram na cidade de Silent Hill e precisam batalhar contra inimigos que incluem as Enfermeiras e Pyramid Head do Silent Hill 2. Em 1918, um barco chamado "The Little Baroness" (A Pequena Baronesa) desaparece no Lago Toluca. Depois de 75 anos, um grupo de universitários composto por Eric, Tina, Bill, Ryan, George e Jessie vão para Silent Hill. Eric tem uma conexão desconhecida com a Baronesa e Tina veio à Silent Hill para visitar uma garotinha chamada Emilie e seu pai, Frank. Entretanto, quando o grupo para pra descansar durante a noite em um motel abandonado, o chamado Jack's Inn, são atacados por vários monstros. Para piorar a situação, Bill se fere Jessie é levada pelas horrendas criaturas. Agora, Eric e Tina têm que ajudar os seus amigos enquanto tentam descobrir o que há de errado com a cidade, e também achar a conexão de Eric com a Pequena Baronesa.

## Jogabilidade
A jogabilidade em Silent Hill: The Arcade é similar a do House of the Dead, na qual o jogador usa uma arma com mira para atirar nos inimigos. Diferentemente dos outros jogos da série Silent Hill, The Arcade tem a opção multiplayer, que permite que cada jogador escolhe um diferente personagem, sendo eles Eric ou Tina. Diversos itens podem ser usados durante o jogo, entre eles estão: Handgun, Rifle, Shotgun, Health potion e Medical pack.

## Personagens
- Eric Lake - O protagonista, é um personagem selecionável. Eric é um homem jovem que viaja a Silent Hill com seus amigos para descobrir sua conexão com o barco Little Baroness (com o qual anda tendo várias visões). Assim como os outros protagonistas na série Silent Hill, ele é valente, mas está muito confuso devido a sua situação na cidade.
- Tina Townsend - Outra personagem selecionável. Ela viaja até a cidade para visitar uma garota que conheceu pela internet trocando e-mails chamada Emilie e seu pai, Frank. Na maior parte do tempo, ela está em pânico e precisa de Eric para a sua proteção.
- Emilie Anderson - Uma menina que mora em Silent Hill e têm uma amizade com Tina. Ao longo do jogo é vista certas vezes e sobrevive dependendo dos eventos.
- Frank Anderson - É o pai de Emilie e bibliotecário-chefe da Sociedade Histórica de Silent Hill. Está assustando quanto a situação e após a violenta morte de sua esposa anos atrás, teme pela vida de sua filha.
- Bill - Um amigo de Eric e Tina, que os acompanha até Silent Hill. No início do jogo depois que o grupo para pra descansar no motel Jack's Inn, Eric acorda com barulhos e ao sair encontra Bill do lado de fora do motel, ferido após o ataque de vários monstros e primeira tarefa do jogador é defende-lo ferido. Após isso Bill diz que ficará bem e pede que a dupla vá atrás de Jessie que foi levada pelos monstros. Assim como Frank, Bill sempre é dado como vivo no fim do jogo.
- Jessie - Outra amiga de Eric e Tina que os acompanha até Silent Hill. Ao início do jogo Jessie é levada do motel pelos monstros e Eric juntamente de Tina vão procura-la, andando pelas ruas de Silent Hill a dupla ouve gritos de Jessie vindos do Brookhaven Hospital. Após andar um pouco pelo hospital, eles acha Jessie sendo atacada pelo Pyramid Head. Se o jogador derrota o Pyramid Head a tempo Jessie sobrevive, porem caso o jogador falhe ela é brutalmente morta pelo Pyramid Head.
- Ryan - É um outro universitário conhecido de Tina e Eric. Perto do Toluca Lake surge o chefe Split Worm de um líquido marrom, caso ele seja morto em um certo prazo de tempo, Ryan emerge ainda vivo de dentro dos restos da criatura, que se dissolve no mesmo líquido marrom. Caso o jogador falhe, ele não aparece e é tido como morto.
- George - Também é um universitário amigo de Tina e Eric que os acompanha até Silent Hill. Em determinada parte do jogo, Eric e Tina chegam ao que parece ser um cemitério onde encontram George no chão se arrastando e pedindo ajuda, mas antes que qualquer coisa possa ser feita, algo o suga para o escuro e então surge o chefe Mama. Caso o jogador consiga vencer o chefe em um prazo de sessenta segundos, ele sai de dentro de uma cova e sobrevive, caso contrário, ele não aparece e é dado como morto.
- Hanna - Hanna é uma menina que estava passeando com sua mãe na The Little Baroness quando ouve o incidente em que o barco desapareceu. Ela era uma garota que sofria de uma doença muito grave e por isso passava muito tempo internada no hospital de Silent Hill. Seu fantasma é visto certas vezes ao longo do jogo.
- Lorraine - É a mãe de Hanna que também aparece como fantasma ao longo do jogo. Nas suas poucas aparições ela sempre dá sinais de que é má, tanto que em várias partes do jogo se é deixado implícito que o real propósito de Lorraine ao levar Hanna até a The Little Baroness era mata-la a empurrando na água.
- Captain Lake - é o avô de Eric que trabalhava como capitão na The Little Baroness no dia do desaparecimento do navio. É visto várias vezes em flashbacks.

## Monstros

### Inimigos comuns
- Monster Bats Uma mistura entre os Air Screamers do Silent Hill 1 e os Mothbats do Silent Hill 4: The Room aparecem em enxames, mas são mortos com um tiro, não representando muita ameaça.
- Monster Dogs São cães agressivos cobertos com bandagens cobrindo seu corpo. são similares aos inimigos Sniffer Dogs de Silent Hill 4: The Room e  Double Heads do Silent Hill 3.
- Gumhead - Um inimigo comum que apareceu pela primeira vez em Silent Hill 4: The Room. O seu design é consideravelmente simples e menos detalhado do que o original. Os Gumheads são cobertos com uma camada de pele cinza com algumas áreas mais escuras, que lembram marcas de nascença.
- Nurse - A aparência das enfermeiras é ligeiramente diferente das suas aparências anteriores em Silent Hill 2 e Silent Hill 3, tendo bandagens cobrindo apenas o rosto, enquanto seus cabelos continuam encobertos. Algumas vezes, elas vem equipadas com canos de ferro.
- Insane Cancer - São enormes e deformados humanoides encontrados ocasionalmente ao longo do jogo, como o próprio nome indica, ele se parece com um caroço de câncer. Visto originalmente em Silent Hill 3
- Numb Body - Mais um inimigo original de Silent Hill 3, uma horrível criatura bípede que mais parece um olho gigante, é mais agressivo e se debate mais que o normal.
- Scraper - Se parecem com homens de tamanho médio que usam um saco na cabeça, atacam rapidamente com duas lâminas em seus braços. Outro inimigo comum visto Silent Hill 3.
- Robbie the Rabbit - Conhecido como o mascote do parque de diversões Lakeside do Silent Hill 3, ele é, pela primeira vez, um dos inimigos comuns do jogo. Sua aparência é igual ao das roupas de coelhos espalhada pelo parque de diversões, embora ele não tenha mais as manchas de sangue em sua boca. Não se sabe se existe algo dentro dele que o controla. As armas que ele carrega, normalmente são um machado ou uma motosserra.

### Chefes
- Pyramid Head - Originalmente introduzido em Silent Hill 2 nessa aparição ele é visivelmente maior e mais musculoso.
- Tuberculosis  - É um Gun Head gigante que voa e têm a aparência que lembra um dragão.
- Greedy Worm - Um sub-chefe que é enfrentado um pouco antes da  ele não pode ser morto apenas repelido, depois desaparece e nunca mais retorna.
- Split Worm - Surge de uma poça de um líquido marrom. A única diferença quanto a sua aparição em Silent Hill 3 é que cospe pequenos monstros chamados Tremers.
- Mama - Também conhecida como Marionette, trata-se de uma criatura gigante formada por várias peças de manequim feminino. Pode cuspir pequenas criaturas chamadas Creepers.
- Phanton - O chefe final do jogo, esta criatura é, na verdade Emilie, que é possuída por Hanna. Assemelha-se a uma cabeça enorme e deformada com longos tentáculos, em vez de cabelos. Pode gerar uma grande mão de sua boca e pode criar várias menores do chão. Matar as menores não é necessário, mas muda o fim do jogo.

## Crítica
A maioria dos fãs acharam as mudanças desapontadoras, desde que a ideia do The Arcade fosse um jogo de ação de arcade, enquanto os Silent Hill originais eram de terror psicológico. Mudanças significantes também incluíam os gráficos, que pela primeira vez, caíram em relação aos jogos anteriores, assim como o som e suas dublagens fracas. The Arcade poderia ser considerado mais como um spin-off do que como uma sequência da série Silent Hill. Além disso, não há nenhuma representação ou simbolismo encontrado nos monstros deste jogo.[carece de fontes?]

## Conexões com outras mídias
A Baronesa foi mencionada primeiramente em Silent Hill 2, em um jornal achado na prisão Toluca. Pyramid Head tinha uma conexão com o estado psicológico da mente de James Sunderland, protagonista do Silent Hill 2. Portanto, o fato de Pyramid Head aparecer em The Arcade está inexplicado. Nada foi divulgado esclarecendo a sua reaparição ou sobre alguma conexão com outro jogo. Só o que se sabe é que ele continua como um carrasco da cidade.